# 富崎隆
富崎 隆（とみさき たかし、1965年 -  ）は、日本の政治学者。駒澤大学法学部教授。

## 略歴
兵庫県生まれ。1989年慶應義塾大学法学部卒業。慶應義塾大学大学院法学研究科博士後期課程単位取得退学。
清和大学法学部助教授を経て、2002年駒澤大学法学部助教授。2010年教授。

## 著書
- 『政治過程の計量分析』（共著　小林良彰編著　1991年　芦書房）
- 『選挙制度と政治改革』（共著　堀江湛編著　　1993年　芦書房）
- 『連立政権の政治学』(共著　堀江湛・政治改革コロキアム編著　1994年　PHP研究所）
- 『国会改革の政治学』（共著　堀江湛・笠原英彦編著　1995年　PHP研究所）
- 『現代政党の理論』（共著　白鳥令・砂田一郎編著　1996年　東海大学出版会）
- 『比較政治学と国際関係―現代の政治学3―』（共著　堀江湛編著　1998年　北樹出版）
- 『民意・政党・選挙』 （共著　飯塚繁太郎・片岡寛光・阪上順夫・富田信男編著　1998年　新評論）
- 『国家のゆくえ―21世紀世界の座標軸―』（共著　青木一能・大谷博愛・中邨章編著　2001年　芦書房）
- 『西欧比較政治』（共著　加藤秀治郎編著　2002年　一藝社）
- 『政治学・行政学の基礎知識』（共著　堀江湛編　2004年　一藝社）
- 『政治社会学』（共著　加藤秀治郎・岩渕美克編著　2004年　一藝社）
- 『ブレアのイラク戦争 －イギリスの世界戦略－』（共著　梅川正美・阪野智一編著　2004年　朝日新聞社）
- 『日本の統治システム －官僚主導から政治主導へ－』（共著　堀江湛・加藤秀治郎編著　2008年　慈学社出版）
- 『新・西欧比較政治』（共著　加藤秀治郎・河崎健・池谷知明編著　2015年　一藝社）
- 『政治学への扉』（共著　永山博之・青木一益・真下英二　2016年　一藝社）